# 燕爵
燕爵是太平天國爵位之一，位於福爵之下、豫爵之上，在六等爵中位列第四。
爵之名號為太平天國獨創，其得名於秦日綱的封號「燕王」。1856年，秦日綱被剝奪燕王爵位後，改稱「頂天燕」，自此開創燕爵。
燕爵的頭銜之前加「天」字，再冠以一字以示區別，例如贊天燕蒙得恩、順天燕鍾芳禮等。1860年以後，由於濫加封賞，地位逐漸卑下。
太平天國婦女亦有六等爵，女六爵第四等為女貞燕，與燕爵對應。